# Sete Pecados
Sete Pecados (en français: Sept péchés, stylisée comme Se7e Pecados) est une telenovela brésilienne diffusé en 2007-2008 sur Rede Globo.

## Acteurs et personnages
| Acteur/Actrice        | Personnage                               |
| --------------------- | ---------------------------------------- |
| Priscila Fantin       | Beatriz Ferraz                           |
| Giovanna Antonelli    | Clarice da Silva Florentino              |
| Reynaldo Gianecchini  | Dante Florentino                         |
| Cláudia Raia          | Ágatha Trindade                          |
| Cláudia Jimenez       | Custódia Celestina                       |
| Sidney Sampaio        | Pedro Camargo                            |
| Gabriela Duarte       | Míriam Batista de Sousa Freitas          |
| Marcello Novaes       | Vicente de Freitas                       |
| Samara Felippo        | Simone Duarte Lisboa                     |
| Mário Bin             | Carlos da Silva                          |
| Malvino Salvador      | Régis Batista Florentino                 |
| Nívea Stelmann        | Elvira de Sousa Florentino               |
| Elizabeth Savalla     | Rebeca Silvino                           |
| Paulo Betti           | Flávio Ferraz                            |
| Nicette Bruno         | Juju (Julieta Alves Verona de Sant'anna) |
| Ary Fontoura          | Romeu de Sant'anna                       |
| Erik Marmo            | Arcanjo Gabriel                          |
| Marina Ruy Barbosa    | Isabel Florentino                        |
| Cristiana Oliveira    | Dra. Margareth                           |
| Rosanne Mulholland    | Daniela Silvino                          |
| Max Fercondini        | Aquiles de Sousa                         |
| Marisol Ribeiro       | Eliete                                   |
| Maria Zilda           | Cíntia Alves                             |
| Rosamaria Murtinho    | Otília de Sant'anna                      |
| Suely Franco          | Agripina da Silva                        |
| Ana Lúcia Torre       | Anja Guilhermina                         |
| Ailton Graça          | Barão                                    |
| Cecília Dassi         | Estela Alves Verona                      |
| Kayky Brito           | Xongas                                   |
| Márcia Cabrita        | Detetive Eudóxia Fagundes                |
| Carlos Casagrande     | Investigador Amadeu Vianna               |
| Rodrigo Phavanello    | Adriano Verona                           |
| Juan Alba             | Rodolfo Sant'anna                        |
| Odilon Wagner         | Anselmo Silvino                          |
| Malu Valle            | Palma de Sousa                           |
| Rosane Gofman         | Néia                                     |
| Flávio Migliaccio     | Nino de Souza                            |
| Marcelo Médici        | Antero Silvano (Antê)                    |
| Duda Nagle            | Ariel Silvino                            |
| Marco Antonio Gimenez | Vítor Sant'anna                          |
| Leilah Moreno         | Nalah                                    |
| Roberto Bataglin      | Teobaldo Verona                          |
| Isabel Fillardis      | Fátima                                   |
| Ilya São Paulo        | Elias                                    |
| Thalma de Freitas     | Berenice                                 |
| Carla Diaz            | Gina                                     |
| Rafael Calomeni       | Hércules                                 |
| Ary França            | Professor Lineu                          |
| Ilva Niño             | Marli                                    |
| John Herbert          | Schmidt                                  |
| Renata Castro Barbosa | Adalgisa                                 |
| Darlan Cunha          | Sandro                                   |
| Lígia Cortez          | Amélia                                   |
| Wagner Santisteban    | Ulisses                                  |
| Abrahão Farc          | Silas                                    |
| Zé Victor Castiel     | Perseu                                   |
| Hilda Rebello         | Corina                                   |
| Henri Pagnoncelli     | Dr. Reginaldo                            |
| Valéria Sândalo       | Minerva                                  |
| Rafael Ciani          | Danilo Verona                            |
| Maria Regina          | Maura                                    |
| André Santinho        | Fred                                     |
| Sabrina Rosa          | Verônica Nascimento da Silva             |
| Sérgio Fonta          | Delegado Renato                          |
| Maria Carollina       | Raquel                                   |
| Wilson Rabello        | Jair                                     |
| Alexandro Malvão      | Maciel                                   |
| Bruno Kimura          | Shiro San                                |
| Bruno Pereira         | Edu                                      |
| Carina Porto          | Irene                                    |
| Julia Ruiz            | Márcia                                   |
| Juliana Poggi         | Janaína                                  |
| Rangel de Oliveira    | Policial Tito (Lesma)                    |
| Rafael Zulu           | Leonardo                                 |
| Ricardo Duque         | Marcelo                                  |
| Amanda Azevedo        | Benta Nascimento da Silva Freitas        |
| Tiago Salomone        | Laerte Florentino                        |
| Danielle Robles       | Dilma                                    |
| Gabriel Moura         | Moacyr                                   |
| Gustavo Santos        | Ciro                                     |

### Acteurs secondaires
- Bruno Giordano : Anderson
- Lupe Gigliotti : Nair
- Íris Nascimento : Tônia (Antônia Nascimento da Silva)
- Hélio Ribeiro : Figueira
- Gaspar Filho : Ed Tavares
- Adílson Maghá : Evaristo
- Sabrina Rosa : Verônica Nascimento da Silva
- Pedro Rossa : Dante (jeune)
- Clarice Derzié Luz : mère de Xongas
- Francisco Fortes : Zeca
- Jaime Leibovitch : Anjo
- Virginia Lane : ancien showgirl (ami de Corina)
- Rubens Caribé : décorateur discothèque début
- Maurício Branco : décorateur discothèque début
- Fátima Freire : Juíza
- Mário Cardoso : Davi
- Sandro Rocha : agent immobilier
- Pietro Mário : Eurípedes
- Betty Erthal : Baronesa
- Susana Werner : ami de Elvira
- Guilherme Piva : Joílson
- André Delucca : Carlão
- Narjara Turetta : Médica
- Jonas Torres : Francisco Florentino
- Otávio Reis : Malabarista
- Ângela Leal : Edith
- Ada Chaseliov : petite amie de Marcelo
- Mário Gomes : Amadeu
- Caco Baresi : Valdek (frère de Marcelo)
- Acelino Popó Freitas : lui-même
- Diego Hypolito : lui-même
- Rô Santana : Zilda (femme emprisonnée avec Beatriz)
- Rômulo Medeiros : flic
- Marcela Monteiro : Vendedora
- Luma Antunes : Lilian
- Rafael Raposo : Peninha
- Ana Tereza : Valdirene
- Cássio Pandolfi : docteur
- Don Chagas : Don
- Edyr Duqui : de stands vendant école
- Genésio de Barros : médecin responsable de l'asile
- Victor Pecoraro : propriétaire du site de vidéo
- Vinícius Manne : entraîneur de boxe Regis
- Antônio Fragoso : fiscal
- Wilson Rabello : Jair
- André Santinho : Fred
- Wanda Grandi : Tamires
- Alexia Garcia : petite-fille Nair
- Anja Bittencourt : Paula
- Ana Paula Bouzas : Tutu

## Diffusion internationale
- Rede Globo (2007-2008)
- SIC
- Televicentro de Nicaragua
- Televen
- Teletica
- Telemetro / Telemix Internacional
- Canal 13
- Telefe
- SNT
- Teleantioquia
- Radio e Televisao Caboverdiana
- Acasă
- Telemundo

### Sources
- (pt) Cet article est partiellement ou en totalité issu de l’article de Wikipédia en portugais intitulé « Sete Pecados » (voir la liste des auteurs).